# NAC in het seizoen 1957/58
Het seizoen 1957/1958 was het vierde jaar in het bestaan van de Bredase betaaldvoetbalclub NAC. De club kwam uit in de Eredivisie en eindigde daarin op de achtste plaats. Tevens deed de club mee aan het toernooi om de KNVB Beker, hierin werd in de vierde ronde, na verlenging, verloren van Wageningen (5–6).

## Wedstrijdstatistieken

### Eredivisie
|       | ADO   | Ajax  | Amsterdam | Blauw-Wit | BVV   | DOS   | Elinkwijk | Sportclub Enschede | Feijenoord | Fortuna '54 | GVAV  | MVV   | NOAD  | PSV   | Rapid JC | Sparta | VVV   |
| ----- | ----- | ----- | --------- | --------- | ----- | ----- | --------- | ------------------ | ---------- | ----------- | ----- | ----- | ----- | ----- | -------- | ------ | ----- |
| Thuis | 0 – 0 | 2 – 1 | 1 – 1     | 2 – 5     | 4 – 2 | 4 – 0 | 1 – 2     | 1 – 2              | 3 – 1      | 4 – 3       | 4 – 1 | 0 – 1 | 4 – 0 | 1 – 6 | 0 – 3    | 4 – 1  | 4 – 1 |
| Uit   | 5 – 0 | 3 – 1 | 3 – 2     | 1 – 1     | 1 – 2 | 5 – 2 | 2 – 1     | 3 – 0              | 3 – 1      | 5 – 5       | 1 – 3 | 2 – 1 | 2 – 4 | 0 – 1 | 1 – 2    | 0 – 1  | 3 – 3 |

### KNVB Beker
| 1e ronde                                          | Internos                                                       | 1 – 7 (0 – 2)                      | NAC                                                                               |
| 26 december 1957 Plaats: Breda Beatrixstraat      | Swart                                                          |                                    | –', –' Leo Canjels –', –' Louis Overbeeke Jan van Hoogenhuizen –', –' Cock Luyten |
| 2e ronde                                          | NAC                                                            | 4 – 1 (4 – 0)                      | Eindhoven                                                                         |
| 16 april 1958 Plaats: Breda Beatrixstraat         | Leo Canjels 6' (pen.) Cock Luyten 20' Louis Overbeeke 40', 43' |                                    | 59' Dick Snoek                                                                    |
| 3e ronde                                          | LONGA                                                          | 1 – 5 (0 – 2)                      | NAC                                                                               |
| 21 mei 1958 Plaats: Tilburg Aan de spoorbrug      | Jan van Hoogenhuizen –' (e.d.)                                 |                                    | 20' Hein van Gastel –', –' Louis Overbeeke –', –' Leo Canjels                     |
| 4e ronde                                          | Wageningen                                                     | 3 – 3 (2 – 1)                      | NAC                                                                               |
| 7 juni 1958 Plaats: Wageningen De Wageningse Berg | Charley van de Weerd 18', –' Ton van de Weerd 24'              |                                    | 17' Cock Luyten 48' Hein van Gastel 71' Adrie Pelkmans                            |
| 4e ronde (replay)                                 | NAC                                                            | 2 – 3 (1 – 1, 2 – 2) Na verlenging | Wageningen                                                                        |
| 10 juni 1958 Plaats: Breda Beatrixstraat          | Hein van Gastel 20' Leo Canjels 55' (pen.)                     |                                    | 2', 46', 108' Charley van de Weerd                                                |

## Statistieken NAC 1957/1958

### Eindstand NAC in de Nederlandse Eredivisie 1957 / 1958
| Stand | Gespeeld | Gewonnen | Gelijk | Verloren | Punten | Doelpunten voor | Doelpunten tegen |
| ----- | -------- | -------- | ------ | -------- | ------ | --------------- | ---------------- |
| 8e    | 34       | 15       | 5      | 14       | 35     | 69              | 70               |

### Topscorers
| #                    | Naam                 | Goal |
| -------------------- | -------------------- | ---- |
| 1.                   | Leo Canjels          | 32   |
| 2.                   | Louis Overbeeke      | 13   |
| 3.                   | Cock Luyten          | 7    |
| 4.                   | Hein van Gastel      | 5    |
| 5.                   | Frans Bouwmeester    | 4    |
| 6.                   | Johnny Geraeds       | 3    |
| 7.                   | Daniël Haanskorf     | 1    |
| 7.                   | Jan van Hoogenhuizen | 1    |
| 7.                   | Piet Vergouwen       | 1    |
| Onbekende doelpunten |                      |      |
| –                    | Onbekend             | 2    |
| Totaal               | Totaal               | 69   |

| #      | Naam                 | Goal |
| ------ | -------------------- | ---- |
| 1.     | Leo Canjels          | 6    |
| 1.     | Louis Overbeeke      | 6    |
| 3.     | Cock Luyten          | 4    |
| 4.     | Hein van Gastel      | 3    |
| 5.     | Jan van Hoogenhuizen | 1    |
| 5.     | Adrie Pelkmans       | 1    |
| Totaal | Totaal               | 21   |

## Voetnoten
ADO ·
Ajax ·
Amsterdam ·
Blauw-Wit ·
BVV ·
DOS ·
Elinkwijk ·
Sportclub Enschede ·
Feijenoord ·
Fortuna '54 ·
GVAV ·
MVV ·
NAC ·
NOAD ·
PSV ·
Rapid JC ·
Sparta ·
VVV